# Mattias Alexander von Ungern-Sternberg
Mattias Alexander von Ungern-Sternberg (ur. 3 marca 1689, zm. 13 stycznia 1763) – polityk szwedzki. Należał do fakcji arystokratycznej i prorosyjskiej zwanej „Partia czapek”. Pełnił funkcję landmarszałka (lantmarskalk) od 1742 do 1746. W 1753 został feldmarszałkiem armii szwedzkiej. Był jednym z politycznych uczniów, jakich zgromadził wokół siebie kanclerz Arvid Horn. Członek Królewskiej Szwedzkiej Akademii Nauk. Odznaczony Królewskim Orderem Serafinów.